# Jabra Ibrahim Jabra
Jabra Ibrahim Jabra (àrab: جبرا إبراهيم جبرا, Jabrā Ibrāhīm Jabrā) (Betlem, Palestina, 1920 – Bagdad, Iraq, 1994) va ser un lingüista, escriptor, pintor i artista palestí, i un dels principals intel·lectuals àrabs contemporanis, autor d'una gran producció literària que abasta novel·la, poesia, crítica literària i traducció.
Fill d'una família cristiana de ritus siríac ortodox, va començar els seus estudis a l'escola siríaca, on va aprendre anglès i siríac, i va continuar a l'Escola Nacional de Betlem. En acabar l'escola secundària, Jabra va estudiar a la Universitat Àrab de Jerusalem i a posteriorment va estudiar a la Universitat de Cambridge i a la Universitat d'Exeter, a Gran Bretanya, i a la Universitat Harvard als Estats Units.
Va ensenyar literatura anglesa a l'Escola ar-Raixidiyya des del 1944 al 1948. A la vegada, va ser el director del Club de les Arts de Jerusalem. Al final del mandat britànic de Palestina i la posterior creació de l'estat d'Israel, l'any 1948 s'exilià a Iraq, on es va involucrar activament en la rica oferta cultural i on va desenvolupar, fins a la seva mort l'any 1994, una gran activitat intel·lectual. Entre 1948 i 1952 va ensenyar literatura a la Universitat de Bagdad. Entre 1982 i 1990 va ser president de la Unió de Crítics Iraquians, membre de la Unió d'Escriptors d'Iraq, membre de l'Associació de Traductors Iraquians i membre de l'Associació d'Artistes Iraquians.
La seva intensa activitat intel·lectual va ser reconeguda amb nombrosos premis: el Targa Europa Prize for culture, Roma, 1983; el primer premi de la Kuwaiti Foundation for Scientific Achievement 1987; el Premi Nacional Iraquià de Novel·la 1988; la Medalla de les Lletres i les Arts a Jerusalem 1990; la Medalla de les lletres de Tunis 1991; premi a la seva labor com a traductor concedit per la Universitat de Colúmbia 1991. A més a més, el seu nom es va mencionar en alguna ocasió com a candidat del Premi Nobel de Literatura.
Durant un període de 40 anys, Jabra va produir al voltant de 60 obres literàries en àrab i en anglès. Va traduir trenta llibres de l'anglès a l'àrab, entre els quals destaquen moltes obres de William Shakespeare (Hamlet, El rei Lear, Otelo, La tempestad, Nit de Reis, Creolanius) i més de trenta clàssics de la literatura occidental: William Faulkner, Samuel Beckett i Edmund Wilson, entre d'altres. Va escriure durant més de cinquanta anys amb un profund coneixement de la literatura àrab i occidental, i amb una tendència a la innovació i a la modernitat.
Entre les seves novel·les desataquen: Els pous de Betlem, Cazadores de una calle angosta i El primer pozo: capítulos de una autobiografía. Algunes d'elles han estat traduïdes a l'anglès, francès, espanyol, italià, eslovac i serbocroat.
A Bagdad va participar amb Buland Al Haydari y Badr Shakir Al Sayyab en la creació d'una nova poesia que va trencar els motlles de catorze segles. Entre les seves obres poètiques destaquen: Tammuz fi l madina, Al madar al muglaq i Lawat al shams. Com a poeta àrab de vanguàrdia, és conscient de la importància de la innovació en el pensament àrab, en la literatura i en la vida general, i a la vegada s'identifica amb el pensament romàntic occidental, tant des del punt de vista estètic com per la defensa de l'individualisme. No obstant i això, com a palestí, expressa a la seva poesia l'intens sofriment del seu poble, recreant moments d'angoixa i indignació davant la masacre palestina.